# رحمت‌آباد (کورین، دو)
رحمت‌آباد یا موتور عبدالواحد روستایی در دهستان کورین بخش کورین شهرستان زاهدان استان سیستان و بلوچستان ایران است.

## جمعیت
بر پایه سرشماری عمومی نفوس و مسکن در سال ۱۳۹۵ جمعیت این روستا ۹۵ نفر (۳۶خانوار) بوده‌است.